# 阿拉伯民主黨
阿拉伯民主黨（希伯來語：‎；阿拉伯语：‎），简称马达（מד"ע），是一個由阿拉伯裔以色列人建立的政黨。自1996年起，該黨便與聯合阿拉伯名單統合，成為黨內的一派，直到2012年议会議員Taleb el-Sana宣布退出聯合阿拉伯名單後，雙方才正式分裂。